# Catocala nigra
Catocala nigra là một loài bướm đêm trong họ Erebidae.